# Svetlinskij rajon
Lo Svetlinskij rajon (in russo Светлинский район?) è un rajon dell'Oblast' di Orenburg, nella Russia europea. Istituito nel 1965, il capoluogo è Svetlyj.